# Albino Farm
Albino Farm és una pel·lícula de terror estatunidenca dirigida per Sean McEwen i Joe Anderson, destacant l'estrella Christopher Keith Irvine més coneguda amb el nom de Chris Jericho.
La pel·lícula és part del subgènere "redneck slasher", juntament amb altres pel·lícules com Lake Dead, Wrong Turn, Quilòmetre 666: Desviament a l'infern i The Hills Have Eyes.

## Argument
La pel·lícula segueix quatre estudiants 
La pel·lícula comença en la ciutat petita de Shiloh, on quatre estudiants van en bicicleta i explorant les Muntanyes Ozark, es troben cara a cara amb una comunitat de "rednecks" vivint en una gruta. El més gran entra i els més joves esperen a l'exterior. El més gran presumeix de no espantar-se amb qualsevol cosa, i llavors uns salts de figura el treuen fora i l'arrosseguen al bosc.
Es basa llunyanament en una llegenda sobre uns estudiants universitaris que exploren l' Ozark Mountains, i que mai va tornar del Springlawn Farm.

## Repartiment
- Tammin Sursok (Stacey),
- Chris Jericho (Levi),
- Richard Christy (Caleb),
- Duane Whitaker (Jeremiah),
- Sunkrish Bala (Sanjay),
- Nick Richel (Brian),
- Alicia Lagano (Melody)

## Estrena
La pel·lícula va ser treta per MTI Video Home el 22 de setembre de 2009 amb una durada de 90 minuts, el FSK alemany 18 DVD en té 85 minuts.

## Producció
La pel·lícula va ser rodada a Marionville, Missouri.i a prop de Warrensburg i Willard.

### Maquillatge i efectes especials
Els vestits i el maquillatge van ser creats per l'artista de maquillatge i efectes especials Jason Barnett.